# Dluhová krize v eurozóně
Dluhová krize v eurozóně je od roku 2009 dluhová krize v části eurozóny, tedy státech platících eurem. Vznikla v době velké hospodářské recese a je způsobena neschopností některých států splácet či refinancovat státní dluh bez asistence třetích stran jako jsou další země eurozóny, Evropská centrální banka a Mezinárodní měnový fond. Nejzadluženější zemí eurozóny je Řecko, jehož dluh činil 182  % HDP v roce 2019. Po Řecku byly relativně nejzadluženější Itálie, Portugalsko, Belgie, Kypr, Francie a Španělsko. Kromě dluhové krize v Řecku měly problémy se splácením dluhu Portugalsko, Irsko, Španělsko a Kypr. Post-keynesovský pohled tvrdí, že nerovnováha běžného účtu je zásadní příčinou krize státního dluhu. Klíčem k pochopení krize v Evropě je ale také architektura hospodářské politiky eurozóny, jejímž cílem je omezit úlohu fiskální a měnové politiky.

## Průběh dluhové krize
Prvním členským státem eurozóny zasaženým dluhovou krizí bylo Řecko. To se v dubnu 2010 zároveň stalo první zemí eurozóny, která musela požádat o financování ze zdrojů Evropské unie a Mezinárodního měnového fondu, v listopadu 2010 jej následovalo Irsko a v dubnu 2011 Portugalsko. Problémy těchto zemí se projevily především na dluhopisovém trhu. Řecké a portugalské dluhopisy se dokonce propadly z kategorie investičního stupně do stupně spekulativního. Důvěra v jejich státní dluhopisy nepřetržitě klesá – portugalské výnosy z desetiletých dluhopisů na začátku července 2011 vystoupaly až nad 13 % hranici. Řecku nadále hrozí restrukturalizace dluhu, což by de facto znamenalo státní bankrot země. Dluhy a nedůvěra trhů ohrožuje další země – extrémně zadlužené jsou také Španělsko, Itálie a Belgie.
V květnu 2010 se státy eurozóny, Evropská komise a Mezinárodní měnový fond dohodly na vzniku Evropského nástroje finanční stability (EFSF, tzv. záchranného fondu eurozóny). EFSF dostal podobu akciové společnosti se sídlem v Lucemburku, která jménem celé eurozóny smí půjčovat úvěry a záruky vládám, jež se nedostanou k penězům na otevřených trzích, na tyto půjčky se vztahuje speciální rating, který má zabránit, aby se sanace příliš neprodražila. V březnu 2011 bylo na Summitu EU definitivně schváleno vytvoření instituce Evropský stabilizační mechanismus, jež má v letech 2013-2017 nahradit EFSF. Dále byl 23 členskými státy EU (s výjimkou Velké Británie, Švédska, Česka a Maďarska) schválen Pakt pro euro plus, který definuje mantinely fiskální politiky členských zemí (nařizuje zakotvit v ústavě vyrovnané hospodaření veřejných financí, nařizuje zvedat důchodový věk, umožňuje ovlivňovat mzdy, stanovuje jednotný základ firemní daně). Na začátku srpna 2011 v rámci intervence na záchranu eurozóny ECB nakupovala dluhopisy zadlužených zemí – nejprve portugalské a irské a 8. srpna i italské a španělské, aby snížila jejich výnosy, které se kvůli obavám o tamní veřejné finance dostaly na nové rekordy, což přispělo ke zhoršení dluhové krize v eurozóně.

### Rok 2012
2. března 2012 na summitu EU podepsalo smlouvu o rozpočtové odpovědnosti (známou také jako fiskální pakt) 25 z 27 zemí EU. Nepřipojilo se k ní Česko a Spojené království. Návrh paktu počítá s tím, že by státy do svého právního řádu, nejlépe přímo do ústavy, měly zakotvit pravidlo, že by jejich strukturální rozpočet měl být v podstatě vyrovnaný nebo v přebytku. Povolený bude u strukturálního rozpočtu deficit do výše 0,5 % HDP dané země. Na to, zda země pravidlo ukotvily v domácím právu, či ne, bude dohlížet Soudní dvůr EU. Provinilé zemi by mohl udělit pokutu do výše 0,1 % HDP.
30. 3. 2012 se ministři financí 17 zemí platících eurem, na neformální schůzce v Kodani, shodli o navýšení Evropského stabilizačního mechanismu (ESM). Má se navýšit až na 700 miliard eur, z původních 500 miliard eur, které ale ještě nebyly plně splaceny. Tato částka má sloužit jako "záchranná síť" eurozóny pro případnou pomoc (půjčky) zemím s vysokými dluhy. Měl by platit okamžikem, kdy jej ratifikují členské země reprezentující 90  % závazného kapitálu, což se očekává v červenci 2012. ESM má nahradit EFSF.
Na Summitu G8, který se konal 19. května v Camp Davidu, Barack Obama prohlásil, že bude s Evropou pracovat na balíku opatření, který by vyvážil ekonomický růst a snižování rozpočtových deficitů. Lídři zemí G8 se tím snaží zabránit zhoršení krize eurozóny a destabilizaci světové ekonomiky. Předseda italské vlády Mario Monti a francouzský prezident François Hollande prosazovali větší důraz na ekonomický růst. Naproti tomu německá kancléřka Angela Merkelová zastává spíše fiskální střídmost jako primární prostředek ke snížení obrovského zadlužení států EU, které představuje obrovskou zátěž pro evropské ekonomiky. Řešily i problémy Řecka, kde byly po předčasných volbách vypsány nové předčasné volby, protože premiéři nejsilnějších politických stran nesestavily vládu, po volbách panují obavy, že by Řecko mohlo opustit Eurozónu, což by mohlo vést i k rozpadu eurozóny, kdyby se po Řecku rozhodli eurozónu opustit i jiné "země PIIGS", hlavně Španělsko a Itálie, značné ztráty by zaznamenaly také evropské banky. Mezi politiky byla shoda v tom, že by Řecko v Eurozóně mělo zůstat, aby nebyla ohrožena stabilita EU.
Německá kancléřka Angela Merkelová podporuje hlubší integraci Evropy směrem k politické, bankovní a fiskální unii a to i za cenu, že kvůli odporu některých států dojde k vytvoření "dvourychlostní EU". Potvrdila tak, že špičky Evropské unie – prezident Herman Van Rompuy předseda Evropské komise José Manuel Barroso, šéf ministrů financí eurozóny Jean-Claude Juncker a prezident ECB Maria Draghiho – v tichosti pracují na plánu "nové stabilní Evropy", který má kontinent nasměrovat blíž k bankovní, fiskální a politické unii. Návrhy by bylo možné pravděpodobně uskutečnit jen za cenu dalšího štěpení mezi 17člennou eurozónu a zbytkovou Evropu, která bude po přijetí Chorvatska do EU v příštím roce zahrnovat 11 států.
Na Evropském summitu 28 – 29.6 2012 se, mimo jiné, jednalo o bankovním dohledu nad celou EU, eurobondech ("eurodluhopisy", tedy společné sdílení dluhů) a o fiskálním paktu. Dohodla se podpora růstu a zaměstnanosti, přispění částkou 120 miliard eur. Eurozóna se dohodla na vytvoření společného dohledového orgánu, který bude kontrolovat aktivity velkých i menších bank. Proti bankovní unii vystoupila Británie, Švédsko a Česko, instituce bude fungovat pod ECB. Mechanismus má být vytvořen do října. Banky budou moci být nově rekapitalizovány přímo z ESM, to až doposud nebylo možné. Dosud si jednotlivé státy od předchůdce ESM, EFSF, půjčovaly peníze a ty pak poskytovaly bankám, čímž si ale zvyšovaly vlastní zadlužení. Dohodl se také jednotný unijní patent. Nadále se také připravuje rozpočtová a politická unie, ta mimo jiné předpokládá, že Brusel bude moci zasahovat do rozpočtů zemí, které neplní pravidla fiskálního paktu. Hovoří se také o tom, že EU bude harmonizovat daňovou politiku. Ekonomové většinou tvrdí, že summit krizi nevyřešil, například David Marek poznamenal „Eurozóna je na rozcestí a je evidentní, že tam, kde aktuálně stojí, zůstat nemůže. Ona se musí změnit a musí se změnit dramaticky, v podstatě ve federální státní útvar. Nebo se dříve nebo později zcela rozpadne".
6. září 2012 Evropská centrální banka spustí program neomezených nákupů vládních dluhopisů periferních zemí eurozóny.
Nákup dluhopisů ale podmíní přijetím plnohodnotného programu makroekonomických změn, jakému se dosud zavazovaly všechny země, které čerpaly unijní půjčky. Na tiskové konferenci ve Frankfurtu to oznámil prezident ECB Mario Draghi. ECB by měla nakupovat pouze dluhopisy se splatností od jednoho roku do tří let, potenciálně v neomezeném objemu a budou s tím spojeny podmínky, které budou muset zadlužené země splňovat.
12. září 2012 Evropská komise navrhla, aby Evropská centrální banka převzala dohled nad všemi bankami v eurozóně, a udělala tak první významný krok směrem k bankovní unii. Barroso zároveň prohlásil, že je třeba z EU vybudovat federaci a bude potřeba změna smluv o EU. Návrh ve Štrasburku představil předseda EK José Barroso. Společný dohled by měl začít fungovat v lednu 2013, Česka se zatím přímo netýká. Spolkový ústavní soud v Karlsruhe rozhodl o tom, že ESM neodporuje německým zákonům a posvětil ho tedy.
V říjnu 2012 je nezaměstnanost v eurozóně 11,6 % (tzn. 18,5 miliónu lidí bez práce). To je maximum od vzniku měnové unie. Nejvyšší nezaměstnanost byla ve Španělsku (25,8 %) a v Řecku (25,1 %). V celé Evropské unii je nezaměstnanost 10,6 % (tzn. 25,75 miliónu nezaměstnaných).
14. listopadu 2012 Evropská odborová konfederace a její členské organizace pořádají den akcí, kdy v mnohých evropských zemích proběhly stávky, demonstrace, shromáždění a další akce hlavně proti ekonomickým škrtům. Ke Dni evropské mobilizace se připojila také Belgie, kde se na 24 hodin zcela zastavila vlaková doprava, a to včetně mezinárodních spojů. Lidé se vyjádřili svou nespokojenost i v dalších zemích – například v Portugalsku (generální stávka už podruhé od začátku roku 2012), Španělsku (k generální stávce se připojila i velká většina zaměstnanců průmyslových podniků ve Španělsku, protesty postihly také značnou část veřejné dopravy), Itálii (několikahodinová stávka), Polsku nebo Řecku (okolo desetitisíců demonstrantů v centru Athén), ale i ve Francii.
28. prosince francouzsko-belgická banka Dexia získá od Francie a Belgie finanční injekci ve výši 5,5 miliardy eur (zhruba 138 miliard korun) a bude téměř zcela (z 96 %) znárodněna. Společnost Dexia byla již dříve ozdravena pomocí peněz daňových poplatníků. Za finanční krize v roce 2008 získala od Francie, Belgie, Lucemburska a klíčových akcionářů 6,4 miliardy eur.

### Rok 2013
Eurozóna ve čtvrtém čtvrtletí prohloubila hospodářskou recesi a pokles utrpěly i dvě její největší ekonomiky. HDP 17 zemí eurozóny se proti předešlému čtvrtletí propadl o 0,6 %. Ekonomika celé Evropské unie klesla o 0,5 %, uvedl to Eurostat. Pro eurozónu to byl první kalendářní rok, kdy HDP nerostl v žádném ze čtyř čtvrtletí, přinejmenším od roku 1995, kdy Eurostat začal tyto údaje pořizovat. Pokles na konci roku nehlásily už jen slabé ekonomiky Španělska, Itálie, Kypru, Portugalska a Nizozemska. Francie totiž vykázala pokles o 0,3 %. Největší ekonomika Evropy Německo se v mezičtvrtletním srovnání propadlo o 0,6 % , nejhlouběji od poslední recese roku 2009. Nezaměstnanost v eurozóně, podle Eurostatu, v lednu činila 11,8 %, v celé EU 10,7 %.
8. února se země Evropské unie se po celonočním jednání dohodly na dlouhodobém rozpočtu unie na roky 2014 až 2020 ve výši 957 miliard eur. Rozpočet ještě není schválen Evropským parlamentem.
Do poloviny tohoto roku začnou USA a EU jednat o transatlantické zóně volného obchodu. EU doufá, že dohoda přispěje k růstu HDP Evropské unie až o 0,5 %. Bílý dům uvedl, že mezi EU a USA se každoročně zobchoduje zboží a služby za téměř bilion dolarů. Představitelé obou stran se domnívají, že jednání budou dokončena během dvou let.
31. května – 1. června demonstrovalo 1000 až 3000 lidí před sídlem ECB ve Frankfurtu nad Mohanem. Protestovali proti politice úsporných opatření v době finanční krize. Demonstraci zorganizovalo sdružení Blockupy, které se zaměřuje na kritiku kapitalismu.
28. června se Evropská komise, Evropský parlament a členské státy dohodly na dlouhodobém rozpočtu EU na roky 2014 až 2020. Jednalo se také o přípravě bankovní unie a o datu zahájení přístupových rozhovorů se Srbskem. EU se dále pokouší snížit vysokou nezaměstnanost mladých lidí v EU, nezaměstnanost je nejvyšší v Řecku, kde se uvádí 62,5 % mladých bez práce (podle Eurostatu práci nemá nebo ji ani nehledá 29 % lidí ve věku 18–34 let), velmi postižené jsou také Španělsko (56 %), Portugalsko (42,5 %) a Itálie (40 %) – údaje Eurostatu jsou i v jejich případě zhruba poloviční, k vytváření pracovních příležitostí pro ně má přispět šestimiliardový (zhruba 150 miliard korun) fond EU, z nějž lze už v nejbližších měsících vyčerpat až 3,6 miliardy eur. Celkově je v EU 26 milionů nezaměstnaných.

## Situace v krizí postižených státech
Po Řecku se zhoršuje situace i u dalších států, ze "skupiny PIIGS" (Portugalsko, Itálie, Irsko, Řecko, Španělsko), hlavně u Portugalska (státní dluh 110 % HDP) a Španělska (státní dluh 80 % HDP).

### Řecko
Dluhová krize v Řecku byla způsobena dopady celosvětové hospodářské krize, významně k ní však nejspíš přispěly i machinace Karamanlisovy vlády (2004–2009) se schodkem státního rozpočtu. Řecku byly poskytnuty dva mezinárodní úvěry od ECB, MMF a Stabilizačního fondu EU – 110 miliard eur v roce 2010, v roce 2012 pak 120 miliard eur. Při mezinárodních půjčkách věřitelé i odpouštěli značnou část dluhů (tzn.: bailout). Mezinárodní půjčky sebou přináší úsporné vládní reformy, se kterými Řekové většinou příliš nesouhlasí a proti krokům vlády pořádají i četné demonstrace. Dluh Řecka se pohybuje kolem 170 % HDP. Řecká ekonomika se za posledních pět let propadla o téměř 25  % a další pokles se čeká příští rok. Nezaměstnanost se pohybuje okolo 26 %.
Řecku hrozí odchod z eurozóny, označovaný jako Grexit.

### Španělsko
Španělské dluhopisy vyhouply nad šestiprocentní hranici. Vláda se zavázala k výraznému snížení rozpočtového deficitu a musela začít implementovat do ekonomiky program značných úspor. Ve Španělsku probíhají četné demonstrace, proti vládním úsporám, 29.3. 2012 se konala generální stávka, které se zúčastnilo 800 000 lidí (podle odborářů přes milion lidí), stávku svolaly Španělské odborové organizace Confederación Sindical de Comisiones Obreras (CCOO) a Unión General de Trabajadores (UGT).
Španělská nezaměstnanost dosáhla 24,4 % (březen 2012; nezaměstnanost v eurozóně je 10,9 %), bez práce je tedy 5,6 milionu lidí. Španělsko je v recesi, ratingová agentura Standard & Poor's snížila hodnocení úvěrové spolehlivosti Španělska o dva stupně z "A" na "BBB+".
Španělsko, po Řecku, Irsku a Portugalsku, bylo 9. 6 2012 nuceno požádat o finanční pomoc (půjčku). Eurozóna v prohlášení uvedla, že je připravena Madridu poskytnout až 100 miliard eur. Peníze mají být poskytnuty na rekapitalizaci bank. Předpokládá se ale, že to dlouhodobě nebude stačit. V srpnu 2012 si Španělské banky byly nuceny půjčit od Evropské centrální banky celkem 412 miliard eur (asi 10 biliónů korun). Na španělské banky tak připadá 34 % všech výpůjček v rámci 17členné eurozóny, které poskytuje Evropská centrální banka.
25. září členové hnutí Occupy Congress, a jiných sdružení, v Madridu masivně demonstrovaly proti ekonomickým škrtům. Rozhořčení, jak si říkají, uvedli, že akce je protestem proti únosu demokracie, škrtům a podmínkám půjčky pro zemi. U parlamentu se sešlo 3000 až 6000 lidí. Ve Španělsku jsou na pokraji bankrotu i jednotlivé provincie, které chtějí požádat o peníze z nouzových fondů. Uvedly to už Katalánsko, Valencie a Murcia a o úvěru ve výši 4,9 miliardy eur uvažuje i Andalusie. V Katalánsku navíc místní prezident Artur Mas už vyzval k uspořádání předčasných voleb v provincii, které by se měly konat 25. listopadu. De facto budou referendem o větší autonomii pro tuto nejbohatší část země.
14. listopadu 2012 se konala generální stávka, druhá v roce 2012, začala násilnými střety protestujících s policií. Generální stávku, kterou zorganizovaly odbory především na protest proti úsporným opatřením vlády, se připojila velká většina zaměstnanců průmyslových podniků ve Španělsku. Protesty postihly také značnou část veřejné dopravy. V Madridu a dalších velkých městech jezdí pouze třetina autobusů a vlaků.
V polovině prosince 2012 Španělské banky získají od eurozóny první část finanční půjčky ve výši 37 miliard eur. Peníze budou určeny pro znárodněné finanční ústavy, většina financí je určeno pro banku Bankia, 2,5 miliard půjde do tzv. "špatných bank" (bad bank).
Míra nezaměstnanosti ve Španělsku stoupla za první tři měsíce roku 2013 na nový rekord 27,2 % z 26 % v předchozím čtvrtletí. Země prochází už druhou hospodářskou recesi za poslední tři roky. HDP Španělska se loni snížil o 1,4 % po růstu o 0,4 % v roce 2011. Loňský pokles byl druhý nejhlubší od roku 1970, kdy se začal HDP měřit podle současné metodiky. Státní dluh Španělska je ve výši, na konci prvního čtvrtletí roku 2013, 923 miliardy eur neboli 88,2 % HDP.
Španělský premiér Mariano Rajoy čelí výzvám na odstoupení poté, co list El Mundo zveřejnil SMS zprávy svědčící o jeho úzkém propojení na bývalého pokladníka vládnoucí Lidové strany (PP) Luise Bárcenase. Ten je od konce června 2013 vazebně stíhán pro podezření z praní špinavých peněz a z korupce. Bárcenas měl na starosti finance španělských lidovců téměř dvě desetiletí. Vyšetřovatelé vypátrali kolem 47 miliónů eur (1,4 mld. Kč) na bankovních účtech, zejména ve Švýcarsku, které jsou s bývalým pokladníkem PP nějak spojeny. Soud schválil vazbu na Bárcenase bez možnosti propuštění na kauci a vyšetřování na svobodě. Premiérovi činy vedli i k demonstracím, 19. července se v Madridu sešlo tisíce demonstrantů požadujících rezignaci současného španělského premiéra Mariana Rajoye. Původně poklidná událost se kolem půlnoci změnila v násilnou poté, co se pořádková policie střetla s některými protestujícími.

### Portugalsko
Portugalsko zažívá nejhorší recesi od 70. let. První záchranný balík, ve výši 78 miliard eur, pravděpodobně nebude Portugalsku stačit. Také v Portugalsku proběhla generální stávka (22.3. 2012), šlo už o druhou generální stávku (první byla v květnu 2011, kdy Portugalsko požádalo o mezinárodní finanční pomoc), byla ale menší než stávka z května 2011. Stávky svolala největší odborová centrála, lidé protestovali proti vládním úsporným opatřením a reformám.
8. října 2012 se ministři financí eurozóny dohodli, že by Portugalsko mělo získat další část pomoci ze záchranného programu. Jde o 4,3 miliardy eur ve formě půjček z plánu, který počítá s celkem 78 miliardami eur.
14. listopadu 2012 Španělská generální stávka, druhá v roce 2012, Portugalsko musí plnit plán půjčky zahrnující zvyšování daní a rozpočtové škrty. Za to dostalo od eurozóny záchrannou půjčku 78 miliard euro, aby dokázalo splácet své dluhy. Snižování platů a růst daní ale způsobil pokles životní úrovně Portugalců skoro o čtvrtinu. Evropský statistický úřad předpokládá, že cena práce klesne v Portugalsku ještě asi o 4 %. Už před dvěma týdny se protestů proti úsporným opatřením, po celém Portugalsku, zúčastnilo asi milion lidí. Byly to největší lidové protesty od dob Karafiátové revoluce v roce 1974, která svrhla autoritářský režim.
Vláda premiéra Pedra Passose Coelha na konci roku 2012 prosadila úsporný rozpočet, aby splnila podmínky zahraničních věřitelů, kteří zemi roku 2011 půjčili 78 miliard eur. Podmínkou bylo, aby rozpočtový deficit z loňských 5 % klesl na 4,5 %. Proto vláda zvyšuje daně z příjmu či z nemovitostí a snižuje důchody. Proti vládním reformám 16. února 2013 protestovalo tisíce demonstrantů, v Lisabonu se sešlo okolo 3000 demonstrujících Portugalců. V Portugalsku je také vysoká nezaměstnanost 16,9 %.
Portugalská vláda hodlá v rámci snahy o snížení státních výdajů zvýšit věk pro odchod do důchodu o 1 rok na 66 let. Pracovní doba státních úředníků se také protáhne z 35 hodin na 40 hodin týdně. Dalším opatřením, které oznámil premiér Pedro Passos Coelho, je také program dobrovolného rozvázání pracovního poměru s 30 000 státními zaměstnanci, čili 5 % z celkového počtu 600 000 pracovníků ve veřejném sektoru. Kroky, jež chce kabinet zavádět od příštího roku, mají ušetřit státní pokladně 4,8 miliardy eur (123 miliard Kč) do roku 2015. Ministři financí eurozóny se tedy rozhodly prodloužit o 7 let lhůtu, kterou mají Portugalsko a Irsko na splacení úvěrů od EU.
27. června 2013 se konala velká stávka svolaná odbory na protest proti úsporné politice vlády. Tradičně byla zasažena především hromadná doprava, obchody a restaurace zůstaly naopak otevřené. Ulicemi centra Lisabonu prošly dva protestní průvody. V hlavním městě nejezdilo metro ani autobusy a v zemi stály i vlaky. Zavřená zůstala také většina státních úřadů a nemocnice přijímaly jen akutní případy. Přerušen byl pro dnešek odvoz odpadků. Na portugalských letištích bylo zrušeno 37 spojů a z přístavů nevyjela většina lodí. Mnoho lidí naopak do práce šlo, neboť málokdo si v zemi může nyní dovolit přijít o denní příjem. Jde o čtvrtou "generální" (respektive velkou) stávku za dva roky. Vláda již dříve oznámila, že hodlá snížit zdanění podniků a nabídnout daňové pobídky pro nové investice.

### Itálie
Itálie se od roku 2011 nachází v hospodářské recesi. Země je třetí největší ekonomikou eurozóny po Německu a Francii. Veřejný dluh je více než 2 biliony eur (112 % HDP),v poměru k HDP je Itálie druhým nejzadluženějším státem eurozóny po Řecku. Italská vláda se snaží dostat dluh pod kontrolu prostřednictvím omezování výdajů a zvyšování daní. Kvůli hospodářské krizi v Itálii padla vláda Silvia Berlusconiho, i když k pádu vlády přispěli i jiné okolnosti, například Berlusconiho sexuální aféry.
16. června 2012 se ulice Říma zaplnily lidmi nespokojenými s vládou. Na 100 000 Italů žádá, aby zvyšování daní bylo spravedlivější a škrty provázela i prorůstová opatření. Odbory, které akci svolaly, chtějí kabinet Maria Montiho přimět i k efektivnějšímu boji s nezaměstnaností.
21. prosince 2012 Italský premiér úřednické vlády, Mario Monti, podal demisi. Odstoupil poté, co obě komory parlamentu odsouhlasily vládou předložený úsporný rozpočet na rok 2013. Rozpočet, má v roce 2013 snížit rozpočtový deficit pod 1,8 % HDP. Předpokládá se, že předčasné parlamentní volby by se v zemi měly konat v únoru 2013.
26. února 2013 Italské parlamentní volby skončily skoro patem. Zvítězila sice středolevá koalice Piera Luigiho Bersaniho, ale většinu bude mít jen ve Sněmovně, nikoliv v Senátu. Koalice v čele s Demokratickou stranou (PD) získala 29,5 % hlasů, středopravicový tábor expremiéra Silvia Berlusconiho pak 29,1 %. V Senátu dostaly středolevé strany 31,6 % hlasů a budou mít 113 z 315 volených křesel, blok kolem Berlusconiho strany Lid svobody (PdL) dostal 30,7 % hlasů a díky volebnímu systému bude mít 116 křesel. Na třetím místě se umístila "(ne)strana" Hnutí pěti hvězdiček bývalého komika Beppeho Grilla.
V prosinci 2013 Italové vyšli ulic na protest proti úsporné politice vlády a politické krizi již několikrát. Stávky vyhlášené odborovým svazem pracujících v dopravě ochromily hromadnou dopravu ve velkých městech, jako jsou Řím, Milán, Neapol a Turín. Jindy zase italskými městy pochodovali studenti či obchodníci zablokovali některé nájezdy na dálnice. Inspirátorem protestů se stalo „Hnutí vidlí“ založené skupinou sicilských sedláků, kteří žádali větší pomoc od kabinetu. Jejich akce ale postupně přerostla v širší hnutí vyjadřující nespokojenost s nejrůznějšími institucemi.

### Irsko
Ekonomika Irska byla dlouho oslavovaná jako ideální model hospodářského vývoje a země přezdívana jako „keltský tygr“, ale vlivem finanční krize a prasknutí hypoteční bubliny se dostala do vážných problémů. První záchranný balíček, v roce 2010, přinesl Irsku 85 miliard eur (rozdělen na 3 roky) na vyrovnání vládního deficitu a oživení bankovního systému. V lednu 2011 padla vláda, v následných parlamentních volbách vyhrála opoziční Fine Gael, sestavila koalici s levicovými labouristy. Vládní Fianna Fáil, spojovaná s finanční krizí, utrpěla těžkou porážku. Při zátěžovém testu čtyř největších irských bank, zjišťujícím, jak by se dokázaly vypořádat s možnými dalšími problémy, se zjistilo, že banky budou potřebovat ještě dalších asi 24 miliard eur. Veřejný dluh je ve výši 118 % HDP, Irsko se ale pravděpodobně dostává z recese, v roce 2013 Evropská komise očekává růst přes 1,5 %.
V únoru 2013 Irská vláda rozhodla o likvidaci nástupnické organizace finančního ústavu Anglo Irish Bank, která nese název Irish Bank Resolution Corporation (IBRC). Připravila si tak půdu pro změnu podmínek splácení obrovského dluhu, který jí vznikl na začátku finanční krize, když se neopatrně zaručila za celý bankovní sektor Irska. Anglo Irish Bank a její kontroverzní úvěrová politika se staly synonymem finanční krize Irska. Právě kvůli potížím této banky se vláda v roce 2008 zaručila za celý bankovní sektor, což se později vymstilo. Kvůli záruce za svůj bankovní sektor musí Irsko splácet dlužní úpis ve výši zhruba 28 miliard eur (asi 720,6 miliardy korun). Platit by mělo v ročních splátkách až do roku 2023. Roční splátka vychází na téměř 3,1 miliardy eur (asi 79,8 miliardy korun). Likvidaci ještě musí posvětit ECB.

### Slovinsko
S dluhovou krizí se potýká také Slovinsko. Slovinsko bylo rychle se rozvíjející ekonomikou EU. Zemi závislou na vývozu ale těžce zasáhla ekonomická krize. Nezaměstnanost v dvoumilionovém státě stále roste, bez práce je 200 000 lidí. Janšův konzervativní kabinet seškrtal veřejné finance, platy ve státní správě a sociální dávky ve snaze snížit deficit rozpočtu z loňských 6,4 % na 4,2 %. Další úsporná opatření plánuje na rok 2013, aby dosáhl rozpočtu s 3 % deficitem podle pravidel eurozóny. Proti vládním škrtům Slovinci v Lublani několik dnů demonstrovali.
4. prosince 2012 Ve slovinských městech znovu demonstrovaly tisíce lidí. Vadí jim tvrdá úsporná opatření vlády, ale také údajná korupce ve státní správě. Ve městě Maribor protesty přerostly v násilné střety s policií. Policie navíc obvinila řadu politických špiček z korupce – včetně premiéra. 23. ledna 2013 ve Slovinsku byla generální stávka. Do stávky se zapojily školy, školky, nemocnice, hasiči, zaměstnanci veřejné správy, obecní a republiková policie, celní služba. Jde o státní zaměstnance je jich 160 000, přičemž stávku podporuje zhruba 100 000 z nich. Protestují proti rozhodnutí vlády o plošném snížení mezd ve veřejném sektoru o 5 %.
27. únoru 2013 Slovinský parlament vyslovil nedůvěru vládě konzervativního premiéra Janeze Janši. Současně byla vedením kabinetu pověřena ekonomka Alenka Bratušeková z levicově orientované formace Pozitivní Slovinsko. Pro vyslovení nedůvěry vládě hlasovalo 55 poslanců, proti bylo 33 poslanců. Hlasování vyvolala středolevá opozice v reakci na korupční aféru předsedy vlády. Opozice také prosadila jmenování své kandidátky Bratušekové do čela vlády. Změna kabinetu se tak odehrává bez parlamentních voleb, navíc prostřednictvím jediného hlasování. Politička má dva týdny na sestavení nové vlády.
Slovinsko čelí tvrdé bankovní krizi kvůli nadměrnému riskování, špatnému řízení státních bank a nedostatečnému dohledu. Uvedla to Organizace pro hospodářskou spolupráci a rozvoj (OECD). OECD předpověděla, že slovinská ekonomika letos nejspíše klesne o 2,1 %. Upozornila rovněž, že slovinský veřejný dluh se od roku 2008 více než zdvojnásobil na 47 % HDP. Slovinské banky, které se potýkají s podobnými problémy jako Kyperské banky, budou do konce července potřebovat zhruba 900 milionů eur (asi 23 miliard korun). Tamní vláda to uvedla v návrhu plánů na ozdravení bankovního sektoru a veřejných financí.

### Kypr
Problémy s dluhovou krizí začíná mít i Kypr. Ratingová agentura Standard & Poor's snížila úvěrové hodnocení Kypru o dva stupně hlouběji do spekulativního pásma (CCC+), u agentury Fitch má hodnocení BB-, Moody's hodnotí známkou B3 (u obou vysoce spekulativní s negativním výhledem). Kypr, požádal Evropskou unii a Mezinárodní měnový fond o pomoc v červnu poté, co dvě největší místní banky utrpěly obrovské ztráty kvůli svému napojení na Řecko a byly nucené požádat o pomoc stát. Země se rovněž potýká s první recesí za téměř 40 let. Kypr již obdržel záchranný úvěr od Ruska v prosinci 2011 v celkovém objemu 2,5 miliardy eura na 4.5 % úrok. Státní dluh Kypru dosáhl 84 % HDP (2012). Kypr již uzavřel s mezinárodními věřiteli předběžnou dohodu o snížení mezd a penzí, zvýšení daní a zavedení reforem. Kypr si chce půjčit zhruba 17,5 miliardy eur (což je téměř výše jeho ročního HDP).
Na jarním sumitu EU (15. března 2013) byl schválen záchranný úvěr Kypru ve výši 10 miliard eur pro zadlužené kyperské bankovnictví. Podmínkou půjčky je ale zvýšení daní a zavedení jednorázové daně na bankovní vklady, v Kypru tak vypukl tzv. run na banky. Kyperský parlament sice odmítl plán jednorázového zdanění vkladů u tamních bank. Nakonec se ale Kypr s věřiteli (MMF, EK a ECB) přesto dohodl na jednorázovém zdanění vkladů tuzemských bank, vklady nad 100 000 eur budou sníženy o 20  % (v Bank of Cyprus), v ostatních bankách se sníží vklady všem klientům o 4  %. Kypr tak má získat 5,8 miliardy eur (149 miliard Kč), aby mohl dostat od věřitelů záchranný úvěr – 10 miliard eur. Účty u kyperských bank měly být zdaněny maximálně 40  %. Realita ale bude (dle kyperského ministra financí Michalise Sarrise) jiná. V bance Laiki by se bohatším střadatelům (u vkladů nad 100 000 eur tzn. cca 2,6 milionu korun) nakonec mělo odebrat až 80 % vkladů. Ministr rovněž nevyloučil, že kyperská vláda bude nucena v brzké době přikročit ke snižování mezd a důchodů v důsledku očekávaného prudkého poklesu ekonomiky země. Druhá největší Kyperská banka Laiki zkrachovala. V roc 2013 kyperská ekonomika podle MMF klesne o 8,7 %, nezaměstnanost stoupá ke 20 %.

## Předsedové vlád zemí eurozóny, kteří kvůli krizi ukončili funkci
- Brian Cowen, Irsko – prohrané volby, nástupce Enda Kenny
- José Sócrates, Portugalsko – rezignace v březnu 2011, nástupce Pedro Coelho
- José Luis Rodríguez Zapatero, Španělsko – odmítl kandidovat ve volbách v roce 2012, nahradil ho Mariano Rajoy.
- Iveta Radičová, Slovensko – prohrála hlasování o důvěře v Národní radě Slovenské republiky. V předčasných volbách zvítězili Robert Fico (strana SMER – sociálna demokracia).
- Jorgos Papandreu, Řecko – odstoupil pod tlakem řecké i mezinárodní veřejnosti i své vlastní politické strany, nahradil jej Lukas Papadimos
- Silvio Berlusconi, Itálie – ztráta důvěry v parlamentu, rezignaci žádala jak opozice tak i koaliční vůdci, nahradil jej Mario Monti. 22. prosince 2012 Monti rezignoval s celým kabinetem poté, co parlament odsouhlasil úsporný rozpočet na příští rok. Ten má za cíl snížit rozpočtový deficit pod 1,8 % HDP, předčasné volby by se měli konat v únoru 2013.[68]
- Mark Rutte, Nizozemsko – menšinová vláda podala demisi a očekávají se předčasné volby. Koalice se nedokázala dohodnout na dodatečných úsporných opatřeních (zablokovala je strana Geerta Wilderse). Ta jsou nutná k tomu, aby schodek státního rozpočtu klesl pod evropský limit 3 %.[69]
- Janez Janša, Slovinsko – pád vlády, nástupkyně Alenka Bratušeková.[70]

## Bankovní unie
Bankovní unie by měla mít tři atributy – společné pojištění vkladů, společnou regulaci a záchranný fond pro případ krachu důležitých bank. Není však zřejmé, odkud by pocházely prostředky na záchranu bank v problémech. Česko je opatrné, protože není jasné, jak by fungoval dohled nad bankami v Česku, které mají své matky v zahraničí. Záchranný fond by navíc podle premiéra Nečase mohl povzbudit morální hazard bankéřů.
Společný dohled by měl začít fungovat od března 2014, zprvu se ale omezí na banky, které požádají o pomoc záchranný fond (Evropský stabilizační mechanismus). Vznik jednotného dozoru je podmínkou pro to, aby evropské záchranné fondy mohly poskytovat finanční pomoc přímo ohroženým bankám. ECB by měla podle plánů Evropské komise převzít klíčové pravomoci národních regulátorů, a nově by tak například mohla udělovat a odebírat bankovní licence, rozhodovat o tom, jak by měly posilovat kapitál nebo prodávat aktiva, aby se vyhnuly případnému úpadku, a dohlížet na rizikové operace.
13. prosince 2012 se ministři financí EU dohodli na vzniku jednotného bankovního dohledu („supervizi“), který je základním kamenem bankovní unie, dohled začne fungovat od března 2014. Evropská centrální banka bude dohlížet nad třemi největšími bankami každé země, bankami, které dostaly státní pomoc a bankami, jejichž aktiva přesahují 30 miliard, případně, jejichž aktiva dosahují více než pětiny HDP země, kde má banka sídlo. Bankovní unie je povinná pro všechny země eurozóny, členské země EU neplatící eurem se mohou k bankovní unii připojit dobrovolně. Česko, Švédsko a Spojené království se k bankovní unii nepřipojily.
20. prosince 2013 se ministři financí Evropské unie těsně před začátkem summitu shodli na tom, jak by měl vypadat takzvaný Jednotný restrukturalizační mechanismus (SRM). Ten je zbývající hlavní podmínkou pro fungování budoucí bankovní unie. Zachraňovat evropské banky by tak měly jejich akcionáři a věřitelé, a ne daňoví poplatníci. SRM by likvidoval závazky významných evropských bank v případě jejich krachu. Podle nové dohody by v SRM mělo být během deseti let 55 miliard eur. Ty by měly odvádět banky eurozóny podobně jako odvádějí peníze na pojištění vkladů. Ručení se bude postupně posouvat od národního po vzájemné. Jednotný bankovní dohled pod Evropské centrální banky (ECB) začne fungovat od října 2014, SRM má začít pracovat na přelomu let 2015 a 2016. Bankovní unie bude povinná pro všechny členské země eurozóny, ovšem pro členy EU a tedy i Česko bude dobrovolná.